# 片岡駅

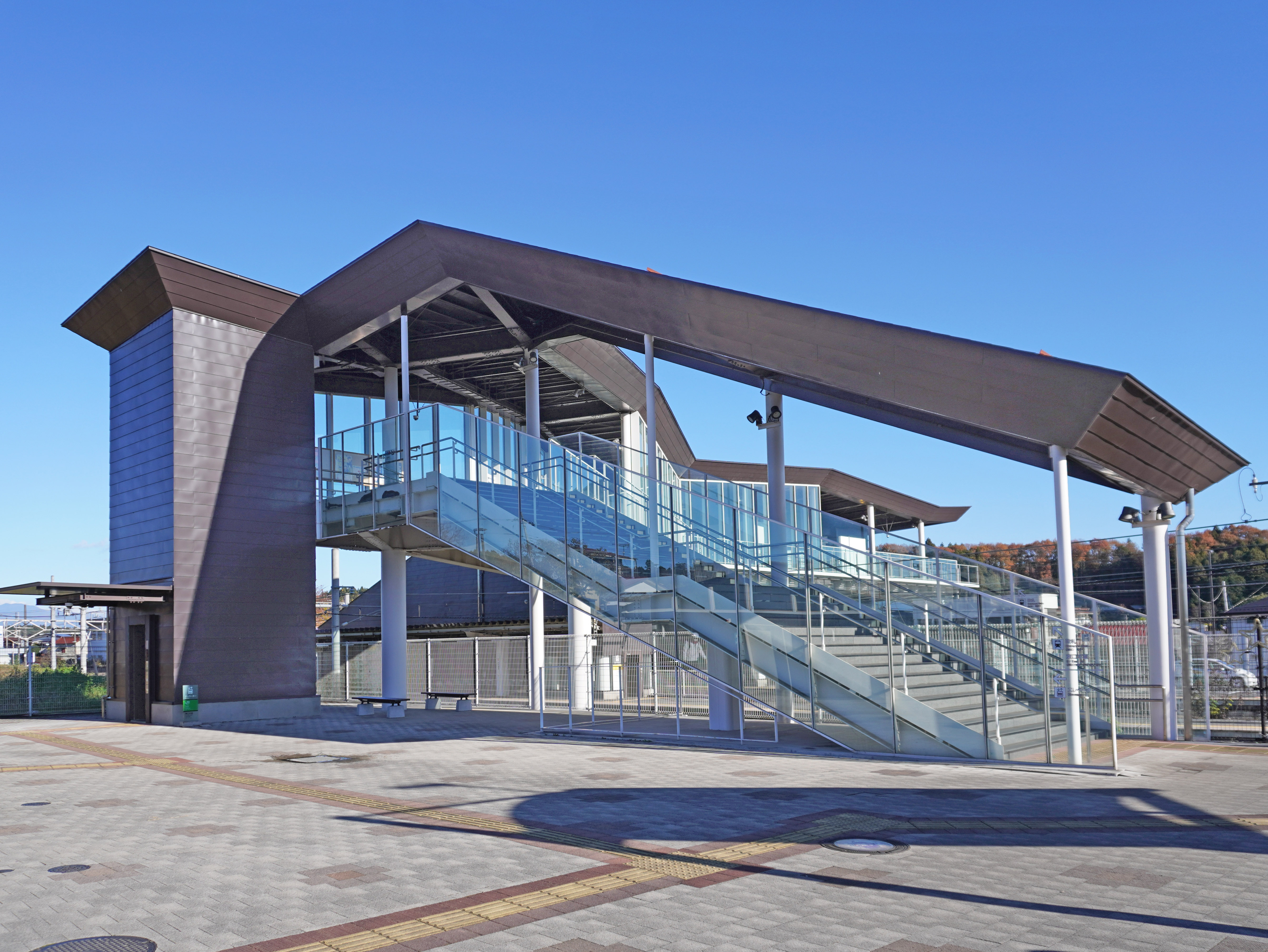
西口（2022年11月）

片岡駅（かたおかえき）は、栃木県矢板市片岡にある、東日本旅客鉄道（JR東日本）東北本線の駅である。「宇都宮線」の愛称区間に含まれている。

## 歴史
- 1897年（明治30年）6月5日：日本鉄道の駅として[2]開業[3]。
- 1906年（明治39年）11月1日：鉄道国有法により国有化[2]。
- 1909年（明治42年）10月12日：線路名称制定により東北本線の所属となる[2]。
- 1949年（昭和24年）6月1日：日本国有鉄道（国鉄）が発足。
- 1950年（昭和25年）時期不明：トイレが設置される。
- 1962年（昭和37年）4月16日：貨物の取り扱いを廃止[4]。
- 1984年（昭和59年）2月1日：荷物扱い廃止[4]。
- 1987年（昭和62年）4月1日：国鉄分割民営化により、東日本旅客鉄道の駅となる[4]。
- 2004年（平成16年）10月16日：ICカードSuica供用開始[5]。
- 2008年（平成20年）1月31日：みどりの窓口の営業が終了する[要出典]。
- 2010年（平成22年）：矢板市の平成22年度新規事業（一般会計）案「土木費／都市整備課／片岡地区市街地整備事業」において｢東西連絡通路及び橋上駅舎詳細設計、西口広場設計、東口トイレ設計費｣として101,100千円が計上[6]。
- 2015年（平成27年）3月19日：東西自由通路を持つ橋上駅舎の供用が開始され、西口の使用を開始[7]。
- 2022年（令和4年）3月12日：ダイヤ改正により黒磯駅 - 宇都宮駅間の電車がE131系でのワンマン運転に統一され、グリーン車の営業（乗り入れ）が終了。

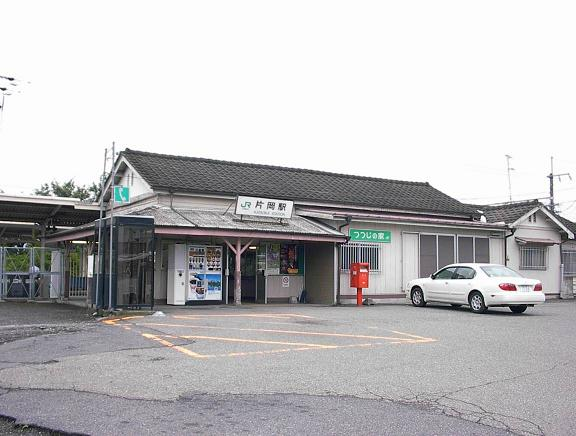
旧駅舎（2006年11月）
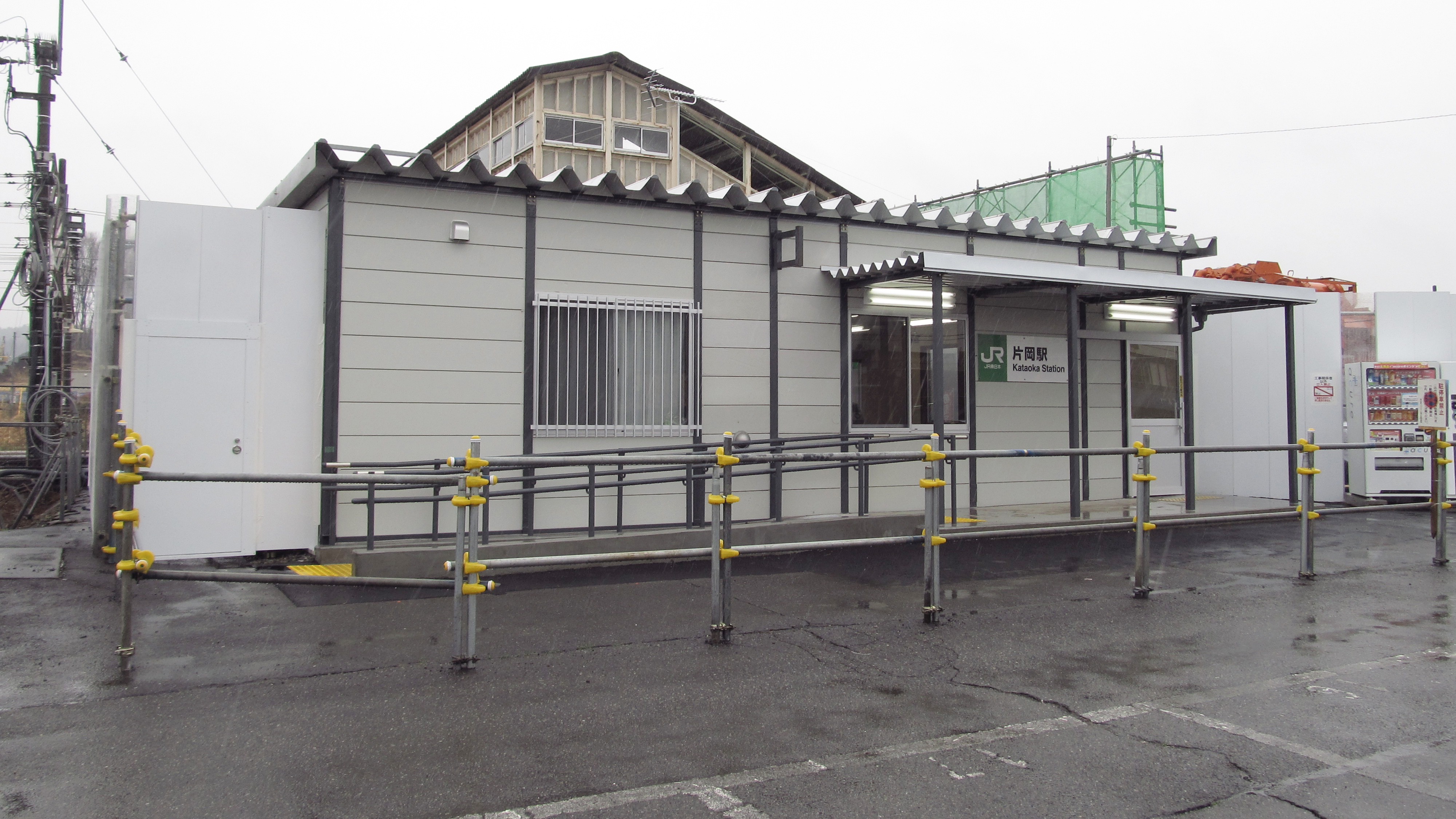
仮駅舎（2014年3月）

## 駅構造
単式ホーム1面1線と島式ホーム1面2線、計2面3線の地上駅であるが、2番線は架線が撤去された上でホームにもフェンスが設置されており、現在は2面2線のみが使用されている。ホームは2016年度に嵩上げされた。ATOS導入区間にあるため、自動放送が導入されており、新駅舎化後は発車標もコンコースに設けられている。
業務委託駅（JR東日本ステーションサービス委託、那須塩原駅管理）。簡易Suica改札機設置駅。
駅舎は2015年（平成27年）3月19日に供用が開始された橋上駅舎である。
ホーム脇には旧駅舎時代からヤマツツジが植えられており、橋上駅舎化後も大部分が引き続き存続し、開花時期にはライトアップがなされていた。2021年2月、全て伐採された。

### のりば
| 番線 | 路線                | 方向 | 行先                   |
| ---- | ------------------- | ---- | ---------------------- |
| 1    | ■宇都宮線（東北線） | 上り | 宇都宮・大宮・東京方面 |
| 3    | ■宇都宮線（東北線） | 下り | 那須塩原・黒磯方面     |

（出典：JR東日本:駅構内図）
- 白河駅方面は黒磯駅で、大宮駅方面は宇都宮駅での乗り換えが必要。
- 2004年3月13日のダイヤ改正以降は湘南新宿ラインの列車が、2022年3月12日のダイヤ改正以降は上野方面（上野東京ライン）の列車は当駅に乗り入れなくなった。

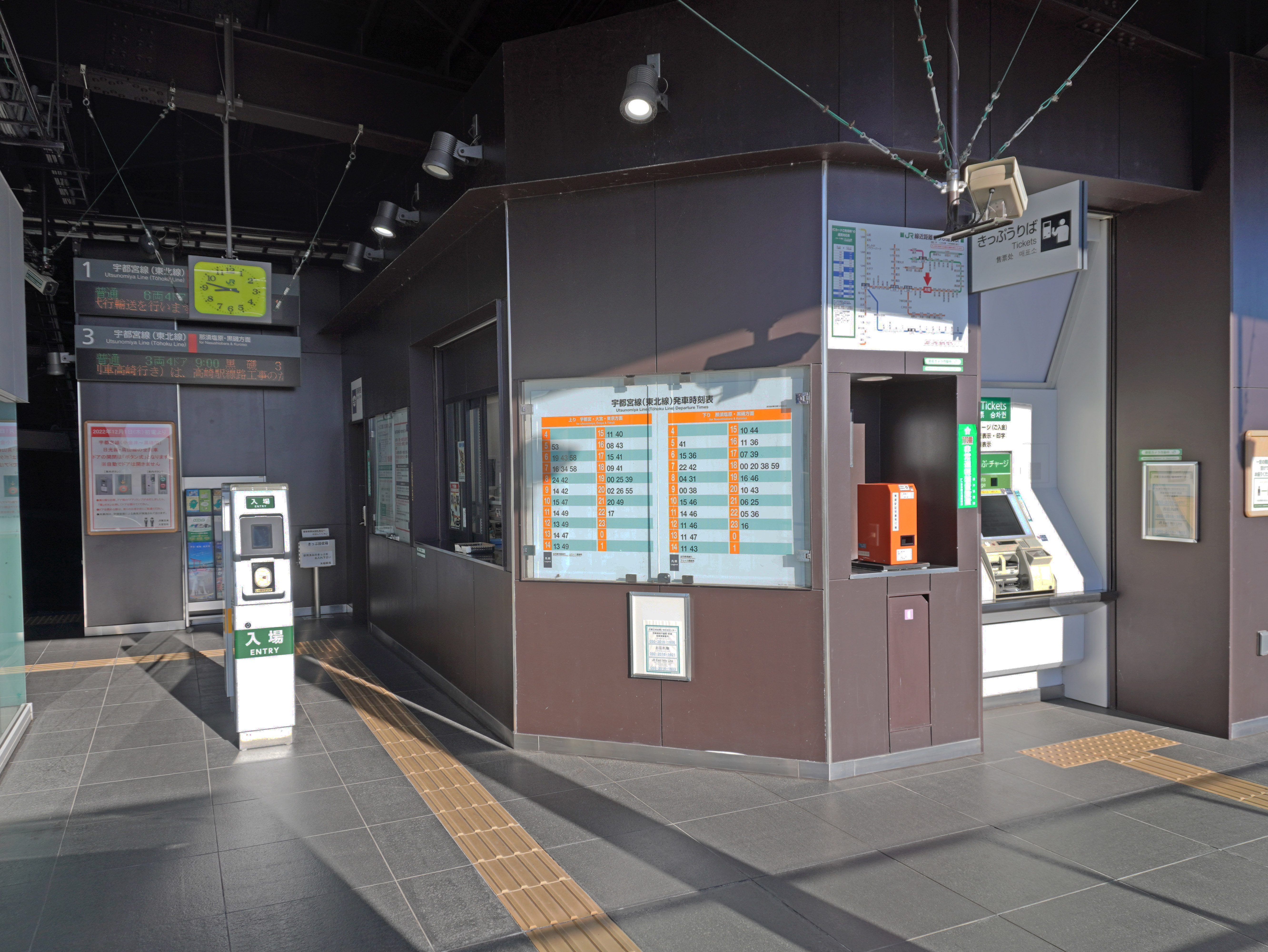
改札口（2022年11月）
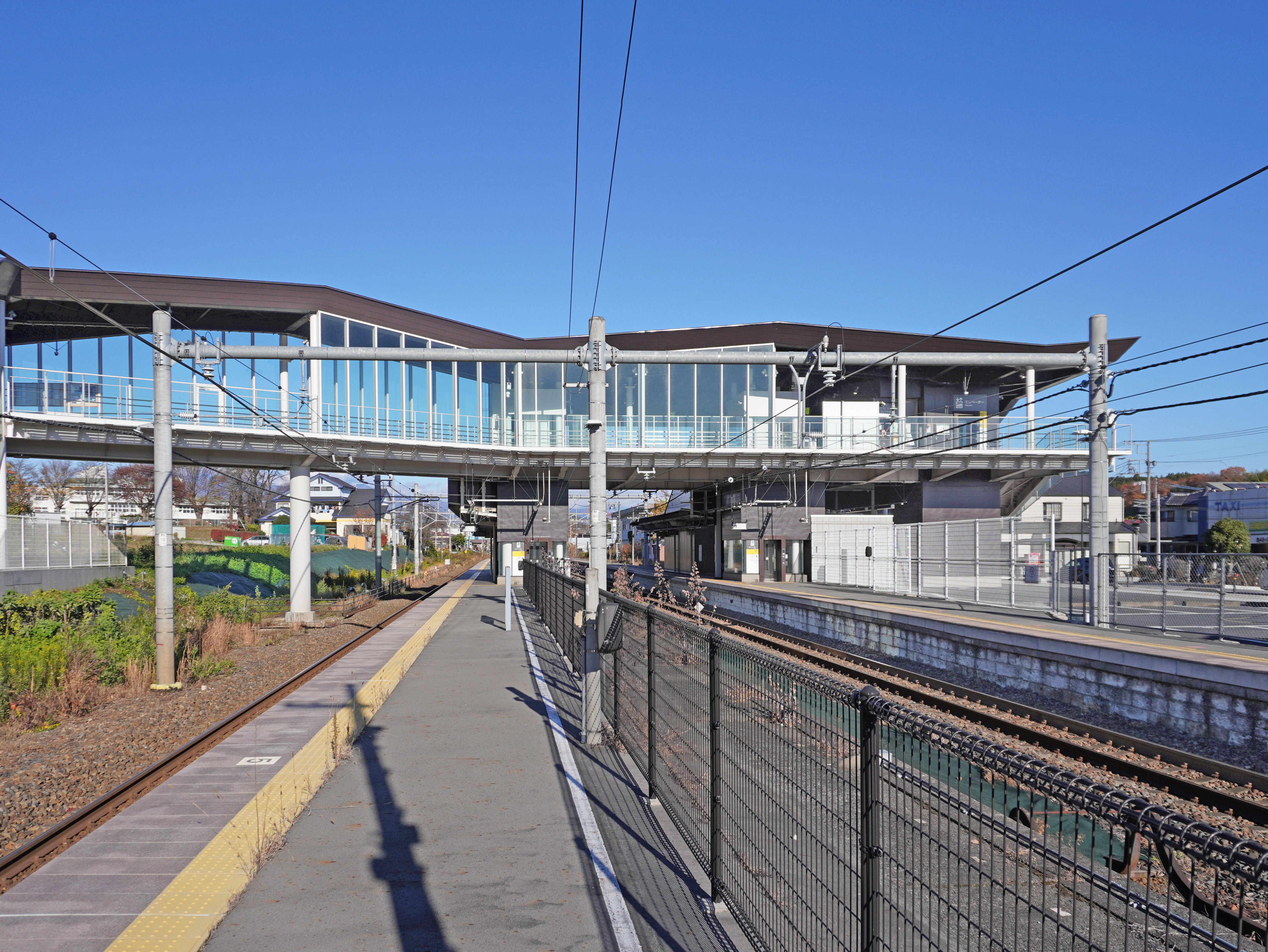
ホーム（2022年11月）

## 利用状況
JR東日本によると、2023年度（令和5年度）の1日平均乗車人員は595人である。
2000年度（平成12年度）以降の推移は以下のとおりである。
| 乗車人員推移       | 乗車人員推移     | 乗車人員推移    |
| 年度               | 1日平均 乗車人員 | 出典            |
| ------------------ | ---------------- | --------------- |
| 2000年（平成12年） | 799              | [ 利用客数 2 ]  |
| 2001年（平成13年） | 809              | [ 利用客数 3 ]  |
| 2002年（平成14年） | 756              | [ 利用客数 4 ]  |
| 2003年（平成15年） | 750              | [ 利用客数 5 ]  |
| 2004年（平成16年） | 704              | [ 利用客数 6 ]  |
| 2005年（平成17年） | 698              | [ 利用客数 7 ]  |
| 2006年（平成18年） | 724              | [ 利用客数 8 ]  |
| 2007年（平成19年） | 736              | [ 利用客数 9 ]  |
| 2008年（平成20年） | 774              | [ 利用客数 10 ] |
| 2009年（平成21年） | 764              | [ 利用客数 11 ] |
| 2010年（平成22年） | 747              | [ 利用客数 12 ] |
| 2011年（平成23年） | 725              | [ 利用客数 13 ] |
| 2012年（平成24年） | 750              | [ 利用客数 14 ] |
| 2013年（平成25年） | 732              | [ 利用客数 15 ] |
| 2014年（平成26年） | 718              | [ 利用客数 16 ] |
| 2015年（平成27年） | 727              | [ 利用客数 17 ] |
| 2016年（平成28年） | 734              | [ 利用客数 18 ] |
| 2017年（平成29年） | 731              | [ 利用客数 19 ] |
| 2018年（平成30年） | 717              | [ 利用客数 20 ] |
| 2019年（令和元年） | 730              | [ 利用客数 21 ] |
| 2020年（令和02年） | 532              | [ 利用客数 22 ] |
| 2021年（令和03年） | 541              | [ 利用客数 23 ] |
| 2022年（令和04年） | 571              | [ 利用客数 24 ] |
| 2023年（令和05年） | 595              | [ 利用客数 1 ]  |

## 駅周辺
- 国道4号
- 栃木県道30号矢板那須線
- 栃木県道74号塩谷喜連川線
- 栃木県道161号下河戸片岡線
- 片岡郵便局
- 片岡運動場
- 矢板南病院
- つつじが丘ニュータウン
- 東北自動車道矢板インターチェンジ
- 喜連川工業団地
- コリーナ矢板（温泉、他）
- 松島温泉
- 内川
- 矢板警察署片岡駐在所
- 矢板警察署乙畑駐在所

## 隣の駅
東日本旅客鉄道（JR東日本）
■宇都宮線
蒲須坂駅 - 片岡駅 - 矢板駅

### 記事本文
1. 1 2 3  『週刊 JR全駅・全車両基地』 05号 上野駅・日光駅・下館駅ほか92駅、朝日新聞出版〈週刊朝日百科〉、2012年9月9日、25頁。
2. 1 2 3  今尾恵介（監修）『日本鉄道旅行地図帳』 3 関東1、新潮社、2008年、25頁。ISBN 978-4-10-790021-0。
3. ↑  今尾恵介（監修）『日本鉄道旅行地図帳』 3 関東1、新潮社、2008年、26頁。ISBN 978-4-10-790021-0。
4. 1 2 3  石野哲（編）『停車場変遷大事典 国鉄・JR編 Ⅱ』（初版）JTB、1998年10月1日、396頁。ISBN 978-4-533-02980-6。
5. ↑  「JR年表」『JR気動車客車編成表 '05年版』ジェー・アール・アール、2005年7月1日、184頁。ISBN 4-88283-126-0。
6. ↑  平成22年度矢板市当初予算(案)の概要公表
7. 1 2  “「ツツジの駅」片岡に新駅舎 あすから”. 朝日新聞(朝日新聞社). (2015年3月18日)
8. ↑  “片岡駅”.   矢板市観光協会. 2017年1月30日閲覧。
9. ↑  （株）JR東日本ステーションサービス事業エリア (PDF)  JR東日本ステーションサービス、2014年9月1日時点（2015年7月21日閲覧）。
10. ↑  Suica首都圏エリア JR東日本、2015年3月14日現在（2015年7月21日閲覧）。

### 利用状況
1. 1 2  “各駅の乗車人員（2023年度）”.   東日本旅客鉄道. 2024年7月20日閲覧。
2. ↑  “各駅の乗車人員（2000年度）”.   東日本旅客鉄道. 2019年2月13日閲覧。
3. ↑  “各駅の乗車人員（2001年度）”.   東日本旅客鉄道. 2019年2月13日閲覧。
4. ↑  “各駅の乗車人員（2002年度）”.   東日本旅客鉄道. 2019年2月13日閲覧。
5. ↑  “各駅の乗車人員（2003年度）”.   東日本旅客鉄道. 2019年2月13日閲覧。
6. ↑  “各駅の乗車人員（2004年度）”.   東日本旅客鉄道. 2019年2月13日閲覧。
7. ↑  “各駅の乗車人員（2005年度）”.   東日本旅客鉄道. 2019年2月13日閲覧。
8. ↑  “各駅の乗車人員（2006年度）”.   東日本旅客鉄道. 2019年2月13日閲覧。
9. ↑  “各駅の乗車人員（2007年度）”.   東日本旅客鉄道. 2019年2月13日閲覧。
10. ↑  “各駅の乗車人員（2008年度）”.   東日本旅客鉄道. 2019年2月13日閲覧。
11. ↑  “各駅の乗車人員（2009年度）”.   東日本旅客鉄道. 2019年2月13日閲覧。
12. ↑  “各駅の乗車人員（2010年度）”.   東日本旅客鉄道. 2019年2月13日閲覧。
13. ↑  “各駅の乗車人員（2011年度）”.   東日本旅客鉄道. 2019年2月13日閲覧。
14. ↑  “各駅の乗車人員（2012年度）”.   東日本旅客鉄道. 2019年2月13日閲覧。
15. ↑  “各駅の乗車人員（2013年度）”.   東日本旅客鉄道. 2019年2月13日閲覧。
16. ↑  “各駅の乗車人員（2014年度）”.   東日本旅客鉄道. 2019年2月13日閲覧。
17. ↑  “各駅の乗車人員（2015年度）”.   東日本旅客鉄道. 2019年2月13日閲覧。
18. ↑  “各駅の乗車人員（2016年度）”.   東日本旅客鉄道. 2019年2月13日閲覧。
19. ↑  “各駅の乗車人員（2017年度）”.   東日本旅客鉄道. 2019年2月13日閲覧。
20. ↑  “各駅の乗車人員（2018年度）”.   東日本旅客鉄道. 2019年7月11日閲覧。
21. ↑  “各駅の乗車人員（2019年度）”.   東日本旅客鉄道. 2020年7月10日閲覧。
22. ↑  “各駅の乗車人員（2020年度）”.   東日本旅客鉄道. 2021年7月22日閲覧。
23. ↑  “各駅の乗車人員（2021年度）”.   東日本旅客鉄道. 2022年8月5日閲覧。
24. ↑  “各駅の乗車人員（2022年度）”.   東日本旅客鉄道. 2023年7月9日閲覧。